# Tibet, le combat pour la liberté
Pour plus de détails, voir Fiche technique et Distribution.
Tibet, le combat pour la liberté (titre anglais The Dalai Lama: 50 Years After The Fall, ou Tibet: 50 Years After The Fall) est un documentaire franco-néerlando-indien réalisé par Ritu Sarin et Tenzin Sonam, sorti en 2009.

## Synopsis
Ce film fait le point sur la situation après cinquante années d'un combat pour la liberté des Tibétains, depuis le Soulèvement tibétain de 1959 du 10 mars 1959. Cet évènement fut la cause du départ du 14e dalaï-lama du Tibet fuyant pour échapper à une possible arrestation par l'administration de la république populaire de Chine. Le film présente ses responsabilités en tant que chef spirituel et leader politique et traite des enjeux géopolitiques du Tibet. Le manque de perspective pour le peuple tibétain provoquant des « mécontentements y compris parmi ses plus fidèles ».

## Fiche technique
- Musique : Gustavo Santaolalla
- Montage : Anupama Chandra
- Production : Ritu Sarin
- Sociétés de distribution : White Crane Productions ; BOS ; France 5
- Langue : anglais

## Distribution
- Tenzin Gyatso : dalaï-lama
- Gordon Brown : Premier ministre britannique
- Prince Charles : Prince de Galles
- Tsering Shakya : Historien tibétain
- Woeser : Tibétologue tibétaine
- Wang Lixiong : Tibétologue chinois
- Matthieu Ricard : Tibétologue français
- Robert Barnett : Tibétologue britannique
- Tenzin Tsundue : Militant et poète tibétain
- Jamyang Norbu : Essayiste politique et ancien député du Parlement tibétain en exil
- Tsewang Rigzin : Militant tibétain
- Qin Gang : Porte-parole du Ministère chinois des Affaires extérieurs
- Jiang Yu : Porte-parole du Ministère chinois des Affaires extérieurs
- Ngawang Woebar : Tibétain président de l'association anciens prisonniers politiques
- Dolma Gyari : Député tibétaine du Parlement tibétain en exil
- Lhadon Tethong : Militante tibéto-canadienne
- Shingza Rinpoché : Tulku tibétain
- Lodi Gyari : Tibétain de l'Administration centrale tibétaine
- Dhondup Wangchen : Militant tibétain
- Lobsang Tenzin : Premier ministre tibétain
- Jigme : Moine tibétain de Labrang[3]